# Computadora cuántica de Benioff
La computadora cuántica de Benioff es una idea de que la cinta de la máquina de Turing podría ser reemplazada por una secuencia de sistemas cuánticos simples de dos-estados creada por Paul Benioff. Esto proporcionó una manera alta de codificar una secuencia de dígitos binarios.
De manera similar, el cabezal de la máquina de Turing fue reemplazado por una interacción cuántica mecánica que podía leer o resetear el valor del estado del espín. Las reglas fueron reemplazadas por una ecuación de Schrödinger diseñada de forma que una configuración inicial de espines evolucionara a un conjunto final de espines que se pudieran descodificar en bits resultado del cálculo en cuestión.
En consecuencia, el programa que ejecutaba la computadora era implícitamente contenido en los detalles de la ecuación de Schrödinger. La máquina evolucionaba en pasos de una duración prefijada tal que, al final de cada paso, la cinta estaba siempre en uno de sus estados fundamentales en los que cada espín estaba bien totalmente hacia arriba, 1, o bien hacia abajo, 0. Sin embargo, durante un paso, la máquina podría estar temporalmente en superposiciones de estados de espín.
El modelo de la Computadora cuántica de Benioff era reversible y no disipaba la energía. Hay varios papers que indican que es imposible para una máquina de este modelo ser reversible . Benioff fue el único que describió este modelo en forma teórica.
Esta computadora no aprovecha el potencial que proporcionan las computaciones superpuestas ya que al final de cada paso el cabezal mide el estado de la cinta, lo cual colapsa cualquier superposición de la misma. Este modelo no es factible en la práctica, entre otras razones, porque para construir el hamiltoniano será necesario conocer de antemano la respuesta del programa. Este problema se podría solucionar fijando un hamiltoniano dependiente del tiempo.